# 東部消防組合
東部消防組合（とうぶしょうぼうくみあい）は、沖縄県島尻郡与那原町、南風原町および中頭郡西原町が組織する一部事務組合（消防組合）である。

## 概要
- 消防本部：島尻郡南風原町字与那覇226番地
- 管内面積：31.64km2
- 職員定数：106名
- 消防署1カ所、出張所2カ所
- 主力機械（2020年12月31日現在）
  - 水槽付消防ポンプ自動車：4
  - 梯子付消防自動車（高所放水車）：1
  - 化学消防車：1
  - 泡原液搬送車：1
  - 救助工作車：1
  - 指揮車：2
  - 小型動力ポンプ積載車：1
  - 水槽車：1
  - 広報車：1
  - 支援車：3
  - 積載搬送車：1
  - 救急自動車：6
  - ボート：1
  - ジェットスキー：1
  - その他：7

## 沿革
- 1976年4月1日　島尻郡与那原町・佐敷村・南風原村の1町2村により東部消防組合を設立。
- 1977年3月1日　中頭郡西原村が組合に加入し、組合の構成自治体が1町3村となる。
- 1979年3月1日　西原村が町制移行し西原町になったことに伴い、組合の構成自治体が2町2村となる。
- 1980年
  - 4月1日　南風原村が町制移行し南風原町になったことに伴い、組合の構成自治体が3町1村となる。
  - 6月1日　佐敷村が町制移行し佐敷町になったことに伴い、組合の構成自治体が4町となる。
- 2006年1月1日　佐敷町が周辺自治体と合併し南城市が発足したことに伴い、組合の構成自治体が1市3町となる。南城市の消防事務は島尻消防、清掃組合消防本部が行うものの、旧佐敷町域に限っては引き続き東部消防組合消防本部が管轄する。
- 2009年4月1日　旧佐敷町域の消防事務を島尻消防、清掃組合消防本部に移管し、組合の構成自治体が3町となる。

## 組織
- 消防本部－総務課、予防課、警防課
- 消防署

## 消防署
| 消防署     | 住所                          | 出張所                                                                |
| ---------- | ----------------------------- | --------------------------------------------------------------------- |
| 東部消防署 | 島尻郡南風原町字与那覇226番地 | 南風原：島尻郡南風原町字津嘉山939番地 西原：中頭郡西原町字翁長282番地 |